# Rhyacia asella
Rhyacia asella är en fjärilsart som beskrevs av Rudolf Püngeler 1906. Rhyacia asella ingår i släktet Rhyacia och familjen nattflyn. Inga underarter finns listade.